# Rosay-sur-Lieure
Rosay-sur-Lieure är en kommun i departementet Eure i regionen Normandie i norra Frankrike. Kommunen ligger i kantonen Lyons-la-Forêt som tillhör arrondissementet Les Andelys. År 2022 hade Rosay-sur-Lieure 510 invånare.

## Befolkningsutveckling
Antalet invånare i kommunen Rosay-sur-Lieure
Referens:INSEE